# Nicholas Nickleby (film din 1947)
Nicholas Nickleby (titlul original în engleză The Life and Adventures of Nicholas Nickleby) este un film dramatic britanic realizat în 1947 de regizorul Alberto Cavalcanti, după romanul omonim a scriitorului Charles Dickens, protagoniști fiind actorii Cedric Hardwicke, Stanley Holloway și Derek Bond. Acesta este prima adaptare a romanului ca film sonor, după versiunile fără sonor din 1903 și 1912.

## Distribuție
- Cedric Hardwicke – Ralph Nickleby
- Stanley Holloway – Vincent Crummles
- Derek Bond – Nicholas Nickleby
- Mary Merrall – doamna Nickleby
- Sally Ann Howes – Kate Nickleby
- Aubrey Woods – Smike
- Jill Balcon – Madeline Bray
- Bernard Miles – Newman Noggs
- Alfred Drayton – Wackford Squeers
- Sybil Thorndyke – doamna Squeers
- Vera Pearce – doamna Crummles
- James Hayter – Ned / Charles Cheeryble
- Emrys Jones – Frank Cheeryble
- Cecil Ramage – Sir Mulberry Hawk
- Timothy Bateson – Lord Verisopht
- George Relph – domnul Bray
- Frederick Burtwell – Șeriful Murray